# 福圖副克奈氏魚
福圖副克奈氏魚為輻鰭魚綱鼠鱚目尼羅魚科的其中一種，分布於非洲安哥拉的Cutato河流域，本體長可達5.7公分，棲息在岩石激流區，以刮食岩石上的藻類為食，可做為食用魚。